# Muzeum dla Dzieci
Muzeum dla Dzieci – oddział Państwowego Muzeum Etnograficznego w Warszawie utworzony w 2012 roku w ramach modernizacji tego muzeum.
W Muzeum dla Dzieci organizowane są wystawy stałe, czasowe oraz wydarzenia dla dzieci i rodziców. Jest to pierwsza inicjatywa muzealna tego typu w Polsce – ekspozycja, która umożliwia dotykanie eksponatów, zabawę i naukę.

## Misja i działalność

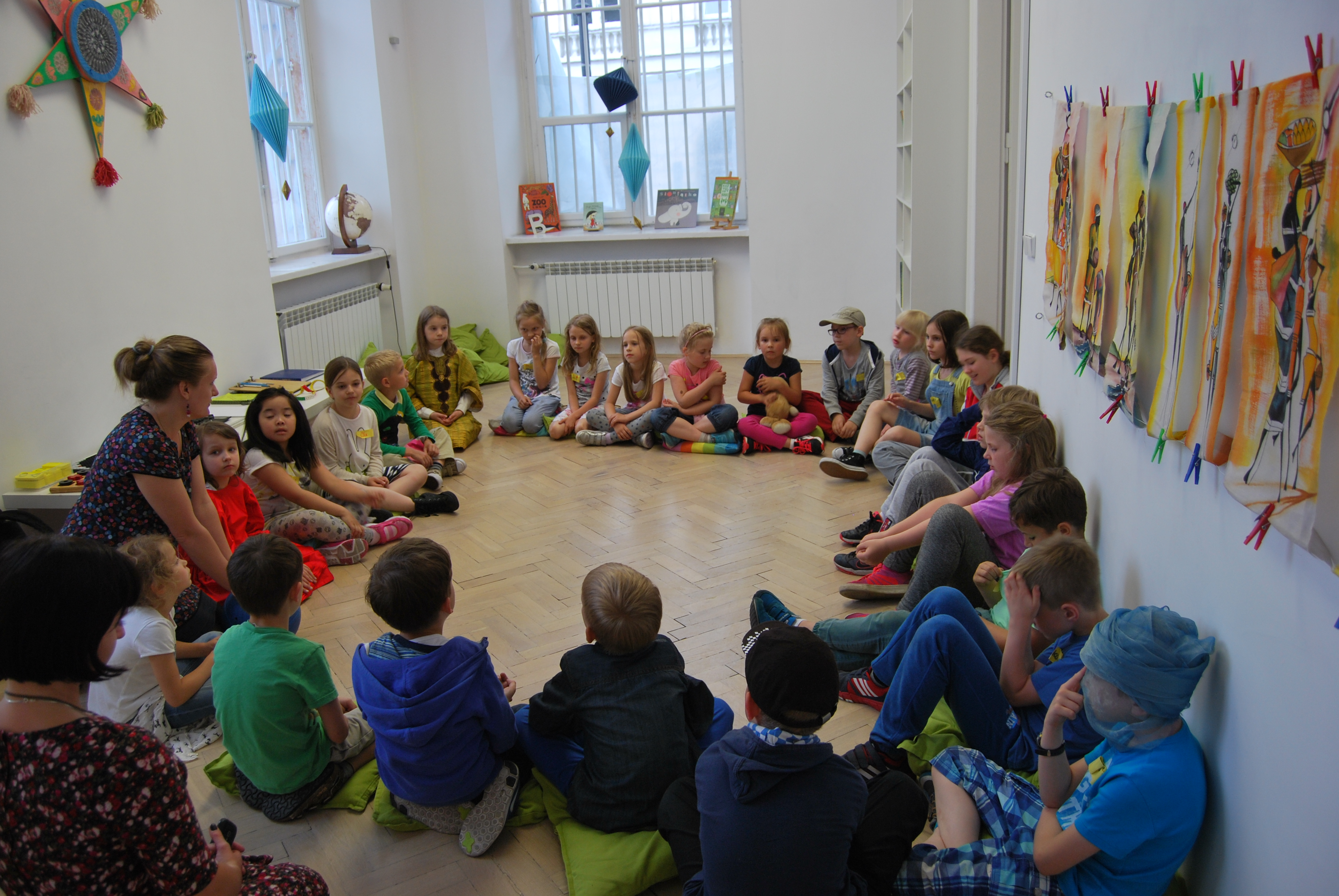
Sala Księga Opowieści – Muzeum dla Dzieci (Państwowe Muzeum Etnograficzne w Warszawie)

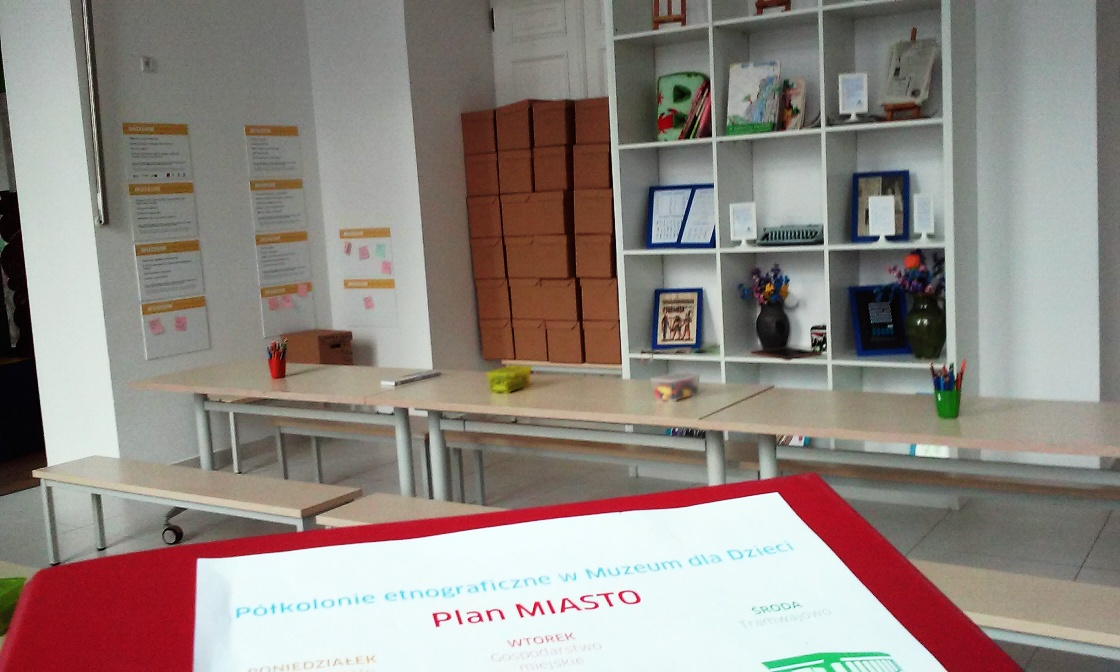
Sala Moja Książka w Muzeum dla Dzieci

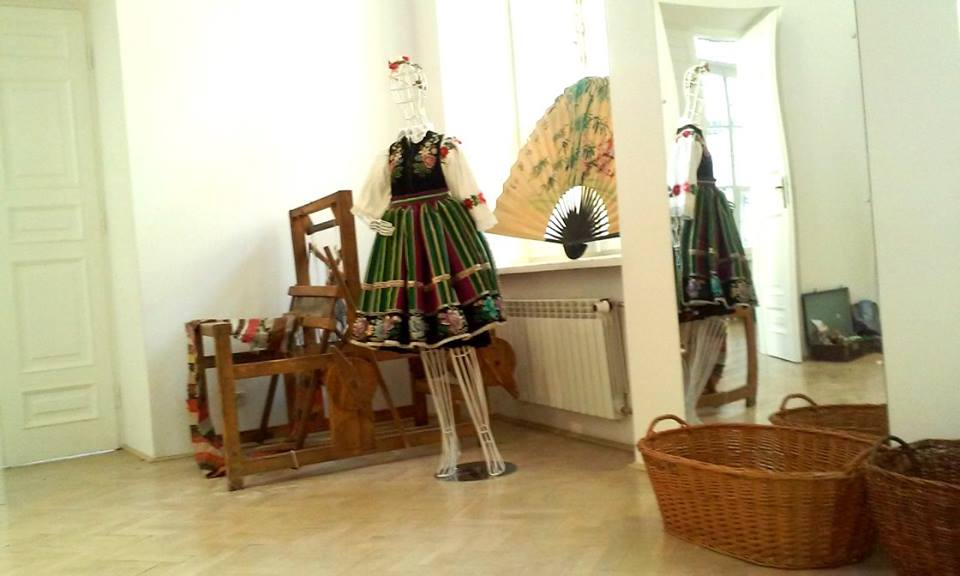
Sala Księga Rzeczy w Muzeum dla Dzieci

Misją Muzeum dla Dzieci jest m.in. „ochrona i popularyzacja materialnego i niematerialnego dziedzictwa; rozbudzanie ciekawości świata”. Muzeum dla Dzieci tworzy programy edukacyjne skierowane do grup dzieci w różnym wieku. Działalność muzeum obejmuje warsztaty, spotkania z autorami i ilustratorami książek dla dzieci oraz wydarzenia okolicznościowe. Muzeum włącza się w akcje społeczne skierowane do dzieci, edukuje w zakresie bezpieczeństwa, zdrowego życia, organizuje przedstawienia i koncerty. Od 2014 roku, Muzeum dla Dzieci organizuje etnograficzne półkolonie w wakacje i ferie zimowe. Pracownicy Muzeum prowadzą także zajęcia w magazynach Państwowego Muzeum Etnograficznego w Warszawie – miejscach na co dzień niedostępnych.

## Wnętrza Muzeum dla Dzieci
W Muzeum dla Dzieci znajdują się następujące przestrzenie, przeznaczone do swobodnej zabawy i nauki, zaprojektowane przez Alenę Trafimavę i Klarę Jankiewicz:
- Hol – z drzewem Praw Dziecka według Janusza Korczaka
- Sala „Moja Książka” – ze stołami warsztatowymi, materiałami do prac plastycznych, informacjami o alfabetach świata itp.
- Sala „Księga Domu” – z palmami oraz z dużą tablicą do rysowania/pisania i z wielkimi pufami – klockami do tworzenia budowli
- Sala „Księga Opowieści” – z dywanem i poduchami oraz  biblioteczką, teatrzykiem cieni, globusami itp.
- Sala „Księga Rzeczy” – z zabawkami oraz krzywymi lustrami i strojami z różnych stron świata do przebierania się

## Projekty i nagrody
W latach 2013–2015 zespół Muzeum dla Dzieci realizował 4 projekty dofinansowane ze środków Ministerstwa Kultury i Dziedzictwa Narodowego:
1. „Podziel się Polską” 2013 (edukacja kulturalna) częściowo dofinansowany także przez Samorząd Województwa mazowieckiego; projekt skierowany do dzieci z 6 domów dziecka im. Janusza Korczaka, cykl warsztatów kulturowych i etnograficznych przygotowujących dzieci do opracowania tekstów o własnej okolicy[4].
2. „Praktykuj w kulturze” 2014 (edukacja kulturalna) –  konkurs na udział w praktykach dla 3 Studentów, cykl 6 konferencji dla gimnazjalistów, licealistów i studentów w woj. mazowieckim; pomoc w opracowaniu i wdrożeniu własnego projektu Studentów Praktykantów[5].
3. „Uwolnić projekt” KOLBERG PROMESA 2014 we współpracy ze Stowarzyszeniem z Siedzibą w Warszawie; „Uwolnić projekt” powstał w oparciu o wolne licencje Creative Commons oraz relacje jakie użytkownik nawiązuje z lokalnym rzemieślnikiem-wytwórcą.
4. W 2015 roku w Muzeum realizowany był projekt WIANO (w ramach programu Fundacji Orange). Były to wspólne twórcze działania młodzieży w wieku 13-18 lat – realizacja filmów i wystawy ukazujących temat wchodzenia w dorosłość z perspektywy młodych ludzi[6].

20 listopada 2014 r. Muzeum dla Dzieci zostało nagrodzone w ogólnopolskim plebiscycie Magazynu Gaga (Serca Gagi 2014) nagradzającym osobowości, twórców oraz instytucje, które w szczególny sposób wyróżniły się w 2014 roku osiągnięciami na rzecz dzieci.